# Park Way
Park Way è una regione amministrativa del Distretto Federale brasiliano.